# Aeroportul Internațional Duluth
Aeroportul Internațional Duluth (IATA: DLH, ICAO: KDLH, FAA LID: DLH) este un aeroport din Duluth, Comitatul St. Louis, Minnesota, Minnesota, Statele Unite ale Americii ce deservește zona Duluth. Aeroportul a fost tranzitat în 2019 de 311.062 de pasageri. A fost deschis în 1940 și numit după zona deservită.
Situat la o altitudine de 435 m, aeroportul dispune de 2 piste.

## Infrastructură

### Piste
Aeroportul dispune de 2 piste. Pista 09/27 are suprafața de beton și dimensiunile 10.162 picioare × 150 picioare. Pista 03/21 are suprafața de asfalt și dimensiunile 5.719 picioare × 150 picioare. 